# Anthaxia fahraei
Anthaxia fahraei es una especie de escarabajo del género Anthaxia, familia Buprestidae. Fue descrita científicamente por Obenberger en 1930.